# Жінки у Швеції
Жінки у Швеції — статус та права жінок у Швеції вплинули на культуру, релігію та соціальний дискурс, такі як сильний феміністський рух, а також закони, що протягом історії Швеції неодноразово змінювались.

## Історія

### Доба вікінгів

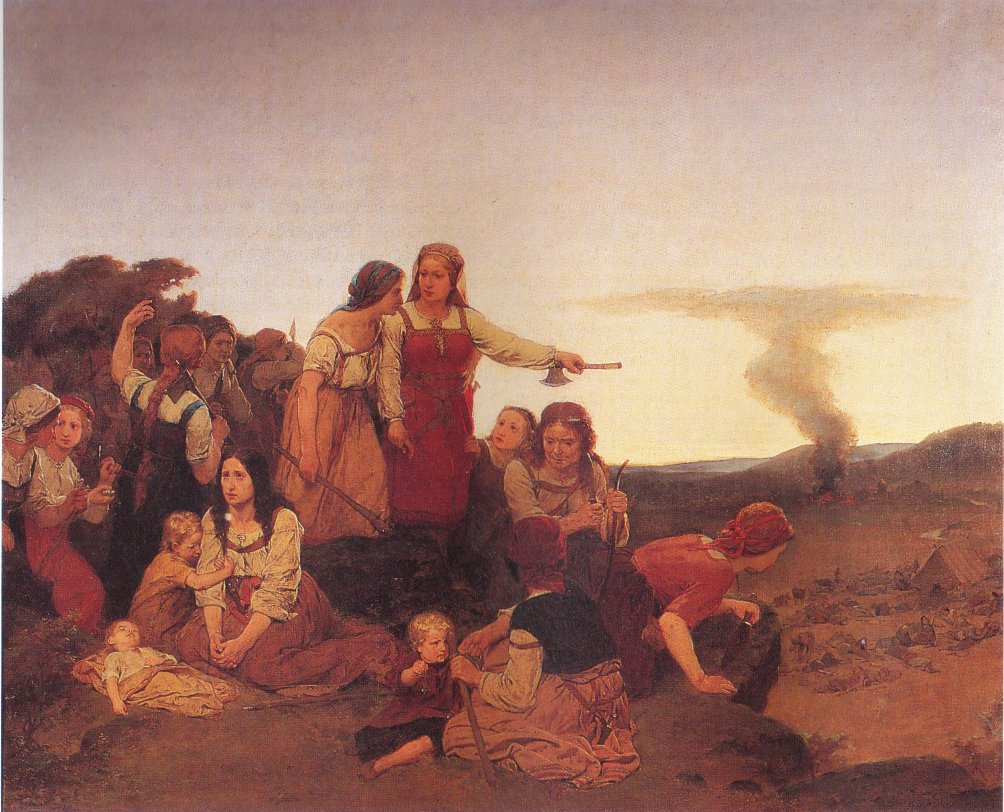
Бленда (сага) керує жінками Веренд помститися проти данців (Август Мальмстрьом)

За часів вікінгів жінки мали відносно вільний стан у скандинавських країнах: Швеції, Данії та Норвегії, про що свідчать ісландське право (Ісландська Вільна держава) і норвезькі закони  Фростатінгет та Галатінгет. Тітка батька, батьківська племінниця та батьківська онука, яку називають «одалквіна» (швед. odalkvinna), всі мали право успадковувати майно покійного. За відсутності родичів-чоловіків, неодружена жінка без сина могла спадкувати посаду як голова сім'ї від загиблого батька чи брата: жінка з таким статусом називалася рингквіна, і до одруження мала всі права, що надаються главі сімейного клану (наприклад, вимагати і одержувати штрафи за вбивство члена сім'ї), через що її права дорівнювалися чоловіковим. Після 20-річного віку неодружена жінка, яку називали «маєр» і «мей», досягала повноліття і мала право вирішувати, де мешкати (свобода обирати місце проживання), та вважалася особою, наділеною правами перед суспільним законом (суб'єкт права). Винятком її незалежності було право на вибір шлюбного партнера, оскільки шлюби, як правило, влаштовувалися кланом. Вдови користувалися таким сао незалежним статусом, як і неодружені жінки.
Жінки мали релігійний авторитет і діяли як жриці (швед. gydja) і оракули (швед. sejdkvinna); були активними в мистецтві як поети (скальди) і майстри рун, і як купці та повитухи. Жінки також були активними у військовій справі та керуванні військом: історія про «дівчин щита», деякі археологічні знахідки, такі як войовниця вікінгів Бірки (Бірка), можуть свідчити, що деякі жінки були воїнами. Одружена жінка могла розлучитися і одружитися знову. Було також соціально прийнятним, що вільна жінка може жити разом із чоловіком і мати дітей з ним, офіційно не одружуючись, навіть якщо чоловік одружений: жінка в такому статусі називалася «фріллою» (швед. frilla). Не було жодного розрізнення між дітьми, народженими всередині або поза шлюбом: в обидвох випадках походження діти мали право успадковувати майно батьків, і для соціального захисту дитини не було «законних» чи «незаконних» дітей. Ці права поступово зникли з місцевих законів після християнізації в XI столітті.

### Середньовіччя

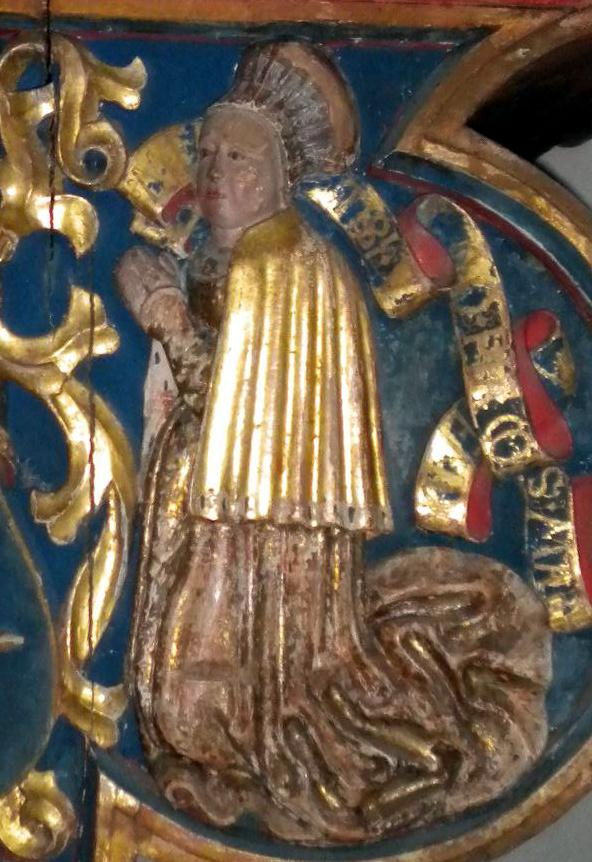
Національна героїня Крістіна Ґілленстієрна, скульптура XVI ст. на вівтарі Вестероського собору

Протягом середньовіччя статус і права жінок коливалися в різних частинах країни, оскільки місцеві повітові закони різнилися залежно від округу. Перша спроба національного законодавства полягала в дотриманні засад Магнуса Еріксона з 1350 року, що встановлювало один закон для всіх мешканців країни, а також один Міський закон для міст, система, яка знаходилася в законі від Хрістофера (Хрістофер III) з 1442 р.. Від 1350 р. громадянський статус жінок був загалом однаковим як в окружному, так і в міському законодавстві: неодружена жінка знаходилась під захистом її найближчого чоловічого родича, а дружина під захистом чоловіка, тоді як вдова набувала більше прав.
У 1608 р. закони з тексту Старого Завіту Біблії були внесені як поправки до цивільного закону країни, що принаймні формально значно погіршувало жіночий статус. Проте існував розрив між законодавством і практикою: незважаючи на те, що неодружені жінки були неповноправними і тільки вдови мали право представляти себе в суді, неодружені жінки досі мали право давати свідчення, подати позов і представляти себе в суді настільки, що реформа законодавства надала їм це право в 1686 р., легалізувавши звичну процедуру.

### Окружний закон
Через «Закон про країну» Магнуса Еріксона 1350 року, доньки в країні успадкували майна вдвічі більше, ніж сини. Шведський церковний закон 1686 р. зобов'язував кожен парафіяльний будинок у країні забезпечити початковою освітою всіх дітей незалежно від статі, яка зазвичай надавалася вікарієм або вчителем, що працює у вікаріях.
Професії регулювалися звичаями, а не законами. Неодружена жінка з селянства повинна була б очікувати від соціального звичаю служити в домі іншої селянської сім'ї, що вважалося способом вивчення досвіду сімейного життя і не розглядалося як рабство: одружені з фермерами, рибалками та шахтарями жінки традиційно брали участь у праці разом з чоловіками відповідно до їх професій, працювали поодинці за відсутності чоловіка і, якщо чоловіки помирали і не було дорослого сина-помічника, то — працювали від імені вдів. Принаймні, починаючи з XVII і до XIX століття, жінки працювали шахтарями та ковалями, — їх називали «діва на шахті» (швед. gruvpiga).
Звичай дружини виступати заступницею чоловіка давав жінкам значну незалежність, особливо в XVII ст., коли чоловіки були покликані служити в численних війнах, а жінки залишалися в тилу керувати сімейними справами в їх відсутності, що було як з дружинами звичайних фермерів-солдатів, так і з дворянськими жінками, які залишилися з відповідальністю за старі володіння та парафії, а також завдання виконувати функції заступництва щодо тих, хто залишались на роботі у приватній власності. У місцевій громаді дружини парафіяльних вікаріїв мали сильну позицію як своєрідний провідник парафіяльного соціального добробуту, положення якого підтримувалося системою збереження вдови до XIX століття.

### Міське право
Через «Закону про країну» Мануса Еріксона 1350 року міське законодавство дозволило дочкам та синам рівноправне успадкування. У Шведському церковному розпорядженні 1571 р., міський закон заохочував батьків забезпечити початкову освіту своїм дітям незалежно від статі, а з кінця XVI століття міські школи підтверджували прийняття дівчат, хоча, як правило, тільки на перше заняття. Тим не менш, Урсула Агрікола зі Страсбурга та Марія Юна Пальмгрен з Грани у 1640-х р. брали участь у навчанні гімназії Вісінгсьо.
З XIV століття до Регулювання фабрик та Торгового регулювання 1846 р., багато професій в містах були монополізовані гільдією. Жінки не були виключені з членства в гільдії. І вдови стали членами, що мали ліцензію на заняття професією до повторного шлюбу: їм також міг надаватися дозвіл на торгівлю. Формально, багато гільдій виключили одружених і неодружених жінок, однак на практиці були численні приклади з одруженими та неодруженими жінками у гільдії. Також існували винятково жіночі гільдії, такі як акушерки та гребчихи. У 1460 р. 180 жіночих гільдій були зареєстровані для міста Стокгольм: у більшості з них професія не зазначена, але найвизначніші професіями для міських жінок були броварки, пекарки, кравчині та прачки, що залишалися поширеними серед жінок міста протягом наступних століть.
Також були професії за межами гільдій, такі як професія мусмаки. Жінка, незалежно від особистого статусу, могла придбати дозвіл, бути активною у торгівлі (експортом та імпортом) без членства в гільдії та бути в контингенті громадян. Місто також видавало дозвіл на роздрібний продаж:на виготовлення та продаж товарів, не включених до гільдійських монополій з ятками на площі або на вулиці, часто це — ятки з одягом, прикрасами, варенням та тістечками, а з 1623 р. такі дозволи видавалися лише для тих, хто могли довести, що у них немає іншого способу достойно матеріально утримати себе. Такими особами, як правило, були жінки: або вдови, або одружені, чиї чоловіки не могли їх підтримувати.

### Доба Просвітництва

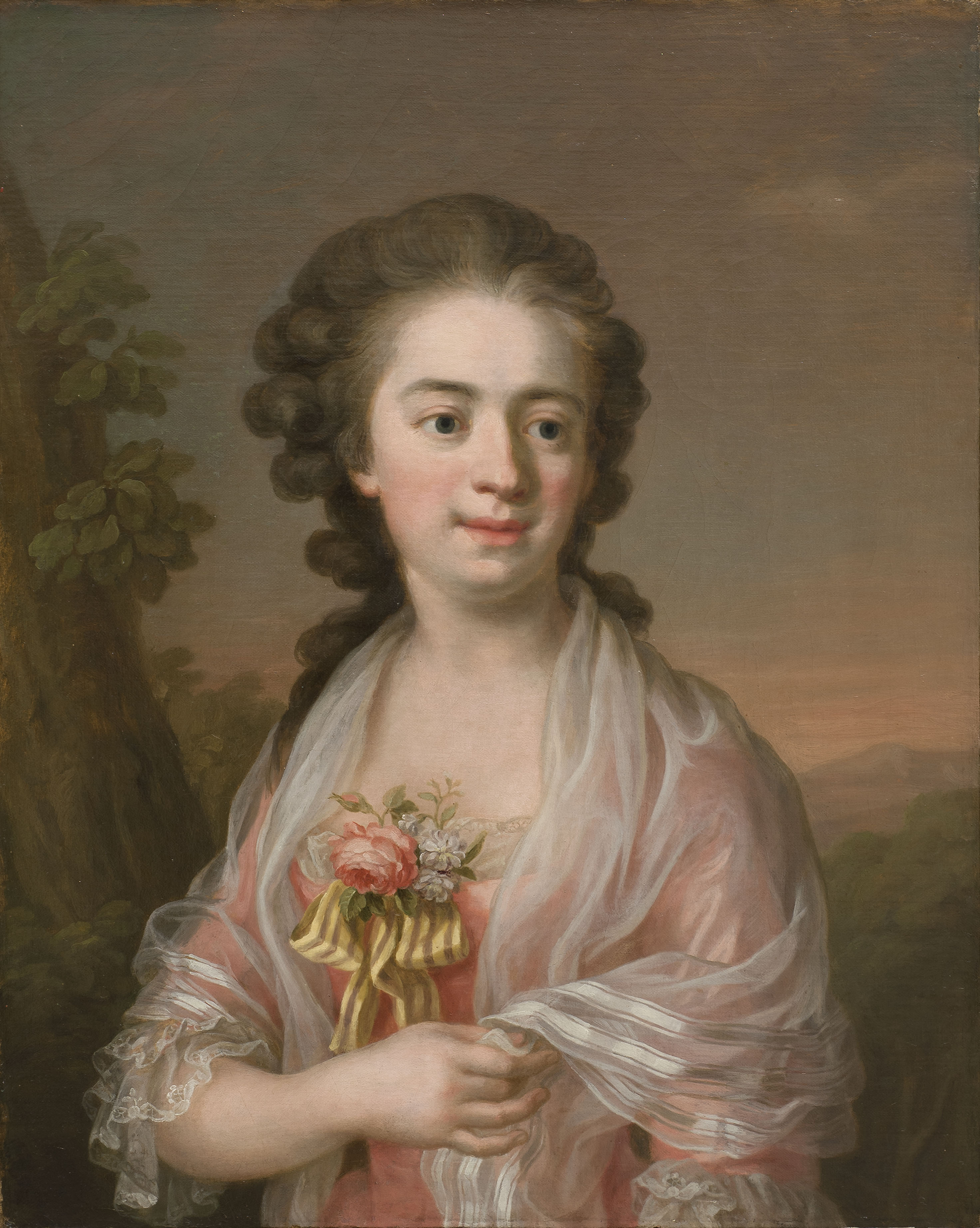
Ульріка Паш

Першим законом, що застосовує однакові права до всіх жінок у всій країні національним законодавством (включаючи Фінляндію, шведську провінцію), був Цивільний кодекс 1734 року, який у питанні про статус жінок лишався незмінним до другої половини XIX століття. У Цивільному кодексі 1734 р. всі неодружені жінки були визнані як неповнолітні особи незалежно від віку під опікою їхнього найближчого родича-чоловіка (або матері, якщо мати була вдовою). Їй було надано право оскаржити свого опікуна в суді та призначити іншого опікуна, а коли з настанням дорослості — право отримати свободу. Нарешті, неодружена жінка може бути звільнена від опіки за клопотанням до монарха. У день одруження жінка поміщалася під протекцію свого чоловіка. Проте чоловікам заборонялося продавати майно своєї дружини без її згоди, жінкам було надано право продавати майно та вести справу за відсутності чоловіка, і обидва, незалежно від статі, отримали право на розлучення, після чого невинна сторона отримувала опіку над дітьми. Зі вдівством (або розлученням) жінка незалежно від віку досягала законної переваги.
Регламент Гільдії 1720 р. прямо дав жінкам дозвіл на активність у гільдії, і до нього були внесені кілька поправок, що сприяли професійним правам жінок, більшість з яких видані місцевою міською владою з тим, щоб забезпечити жебраючих жінок. Зокрема реформа 1741 р. скорочувала вимоги щодо членства в гільдії для власників лайнерів, та реформи 1749 р., де дозвіл на торгівлю на вулиці та ринку в м. Стокгольмі мали висувати на користь жінок-жебрачок.
У 1741 році реформа скасувала публічне приниження покарання церковним обов'язком для неодружених матерів для запобігання дітогубству, а в 1778 р. було введено Закон про дітонародження: щоб позбавити неодружених матерів соціальної стигми, що була загальним мотивом скоєння вбивства немовлят, матері було дозволено їхати в місце, де вона була невідомі громаді та народжувала анонімно, акушеркам було заборонено розкривати особу, і якщо мати вирішить зберегти дитину, її статус неодруженої повинен був приховатися владою, щоби позбавити її соціального стресу.
Епоха Просвітництва багато в чому сприяла розширенню громадській ролі жінок у Швеції, особливо в рамках художніх професій, а жінки були офіційно визнані: Єва Екеблад зарахована до Шведської академії наук Королівства Швеції, Ульріка Паш у Шведській Королівській академії мистецтв, та Елізабет Олін у Королівській Шведській академії музики.
У XVIII столітті засновано численні школи для дівчат: в 1786 р. — Суспільна школа (м. Гетеборг), перший серйозний навчальний заклад для жінок. Досягнення, яке викликало увагу, — те, що Аврора Лільєнрот закінчила гімназію на острові Вісінгсьо в 1788 р..

### XIX століття

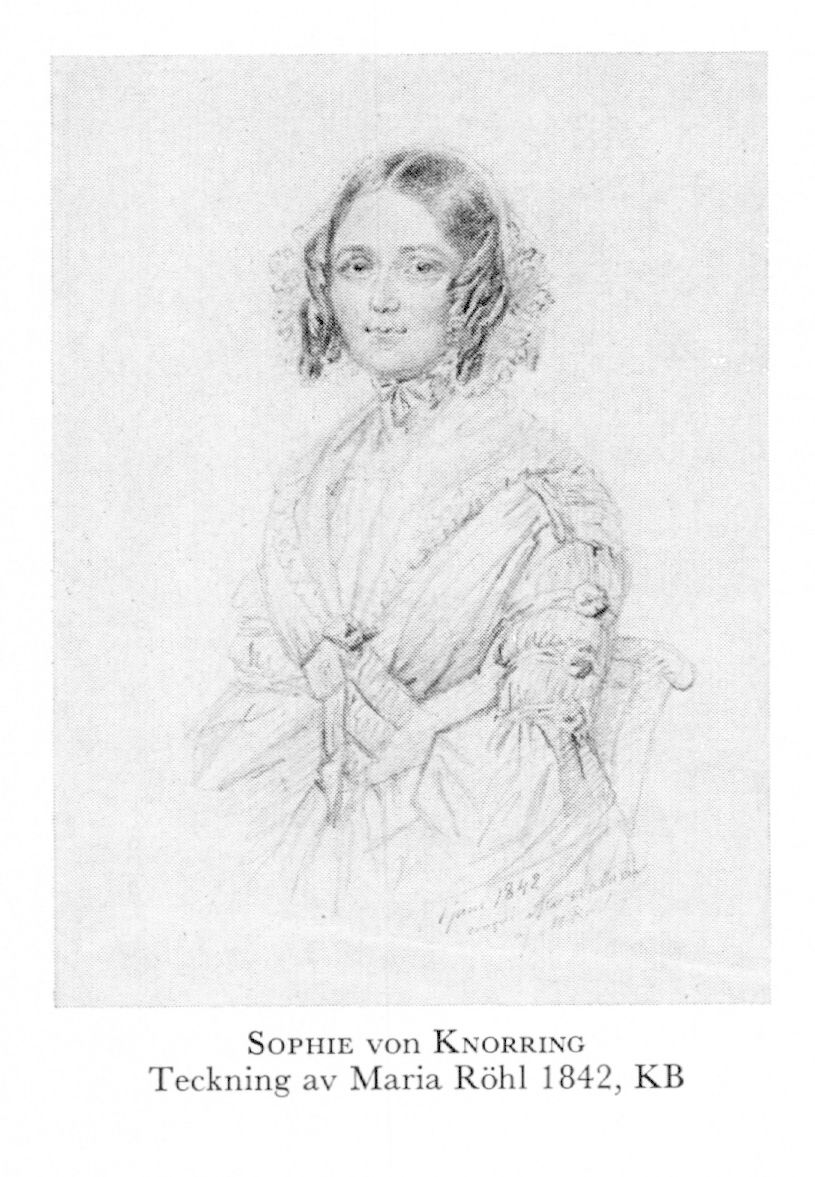
портрет Кнорінг Софія Маргарита роботи Марія Христина Рьоль (1842 р.)

У першій половині XIX ст. ріст населення у поєднанні зі змінами в суспільстві, зумовленими економічною кризою наполеонівських воєн та індустріалізацією, призвів до зростання кількості неодружених жінок, для яких традиційна роль підтримувати себе у шлюбі була недоступною. Школи, відкриті для жінок, як правило, пропонували неглибоку освіту, спрямовану на те, щоб зробити студенток ідеальними дружинами та матерями, і врешті єдиною професією, відкритою для вже освіченої жінки, була гувернантка чи вчителька у приватній школі для дівчат.
До 1840-х тривали суперечки щодо того, як надати жінкам можливість самостійно матеріально утримувати себе й стати продуктивними членами суспільства, якщо вони не можуть одружуватися, покладаються на милосердя родичів чи вчинення злочину. Звичайний низький рівень освіти жорстко критиковано, а в 1842 р. дівчата включені до обов'язкової системи початкової освіти. Паралельно з цим, під тиском громадської дискусії, старі дрібні приватні школи для дівчат були поступово замінені новим типом приватних середніх шкіл для жінок, з завданням надати їм освіту, корисну для професійного життя: у 1842 р. у Швеції було прав жіноклише п'ять таких шкіл, але з цього моменту швидке розширення їх призвело до існування таких шкіл у більшості шведських міст вже у 1870-х роках.
Аргумент реформістів у парламенті — що більшість професій мають бути відкритими для жінок, щоби надати неодруженим жінками можливість самостійно утримувати себе матеріально, і це викликало низку реформ щодо прав жінок: рівні права для отримання спадщини в 1845 р.; рівні права у торгівлі та комерції (1846), у професії педагога в державній шкільній системі (1853), фельдшерка, органістка і стоматолог (1861), посади в телеграфно-поштових відділеннях (1863). Кожна з цих реформ дала реформаторам у парламенті аргументи на користь подальших реформ, стверджуючи, що саме держава, що надала жінкам ці нові права, була відповідальною за надання їм освіти та юридичного статусу, необхідного для їх освоєння. У наслідку чого в 1858—1863 рр. неодруженим жінкам було надано законну більшість після рекомендацій, зроблених радикальним дівчачим шкільним комітетом 1866 р. р.. Нарешті введено професію лікаря для жінок та право навчання в університеті.
XIX століття означало організацію жінок для участі в суспільному житті та соціальній реформі: від моменту створення Жіночого благодійного товариства в 1819 р., жіночих груп в цивільних благодійних організаціях, що сприяло результату у соціальній реформі, коли врешті жінки стали відомі як загальноприйнятими моделями для наслідування у соціальній реформі, такі наприклад як Еміль Петерсен, Софія Вілкенс та Марія Цердершйольд, котрі заклали основу для участі жінок у суспільному житті.
Жіноча організація, спочатку благодійна, набула більш радикальної форми з початком феміністського руху. У 1848 р. Софі Сагер викликала суперечки, бо повідомляла про зґвалтування та про перемогу у справі в суді, після чого стала першою жінкою в Швеції для туру та публічних виступів на користь фемінізму. У 1855 р. жінки вперше організувалися для вирішення питання про права жінок, коли Жозефіна Деланд заснувала «Товариство відставних учительок» (швед. Svenska lärarinnors pensionsförening), щоби забезпечити пенсіонерок та гувернанток. А з 1856 р. журнал «Домашній огляд» (швед. Tidskrift för hemmet) став першим регулярним органом феміністичного руху. Протягом другої половини XIX ст. жіночий рух організувався з Асоціації прав власності одружених жінок (1873) та Асоціації Фредріки Бремер (1884), і почав висувати свої вимоги. З 1880-х рр. такі жінки, як Емілі Рату, Елма Даніельсон, Аліна Єгерстедт та Ката Дальстрем, займалися товариством тверезості, рухом робітничого класу, профспілками, політичною пресою та ЗМІ.

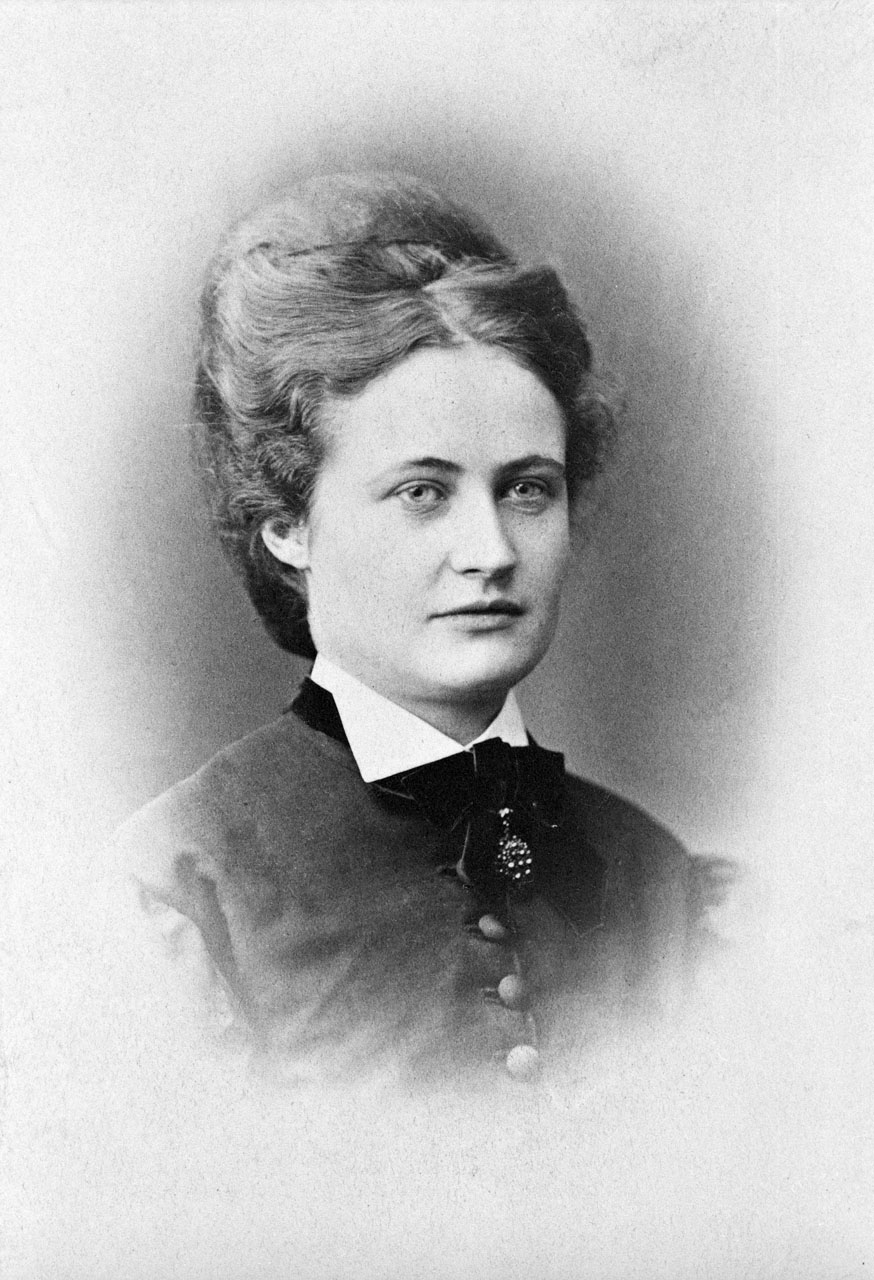
Ганна Сандстрьом — педагог й реформатор жіночої освіти

### XX століття
У 1902 р. створена Національна асоціація для виборчого права жінок для досягнення остаточної реформи жіночих прав громадян: жіночого виборчого права. Ще однією важливою метою на цьому етапі було надання жінкам доступу до тих самих професій, що й чоловікам на вищому рівні, в наданні яких їм раніше відмовляли, навіть за наявності необхідної освіти. Жінки, які, наприклад, можуть бути професорками університету або лікарками у лікарні, але лише в приватних установах, оскільки посади на таких рівнях у державних установах мали статус державного службовця, що було фактом, який перешкоджав жінкам користуватися своєю освітою в рівній конкуренції з чоловіками . У 1909 р. зроблено важливий крок, коли фраза «шведська людина» була вилучена із заявок на посади державних службовців, що зняло ряд професійних перешкод та надало жінкам доступ до багатьох професійних можливостей.
У 1919—1921 роках нарешті запроваджено виборче право жінок, що також вимагало реформи, в якій одружені жінки були б остаточно звільнені від опіки над їх подружжям і отримали правову більшість у 1920 р. . Після виборчого права на жіночу реформу розповсюджувався закон, що гарантував жінкам право на всі державні послуги (швед. Behörighetslagen) «Акту про право» 1923 року, в якому чоловікам і жінкам було офіційно гарантовано рівний доступ до всіх професій і посад у суспільстві, за винятком тих випадків, коли йшлося про посади військових та посад священства. Останні два обмеження були скасовані в 1958 р., коли жінкам було дозволено ставати протестантськими пасторами, а також після серії реформ у період між 1980 р. та 1989 р., коли всі військові професії були відкриті для жінок.

## Жінки-піонерки
Імена розміщені в хронологічному порядку

### Академіки

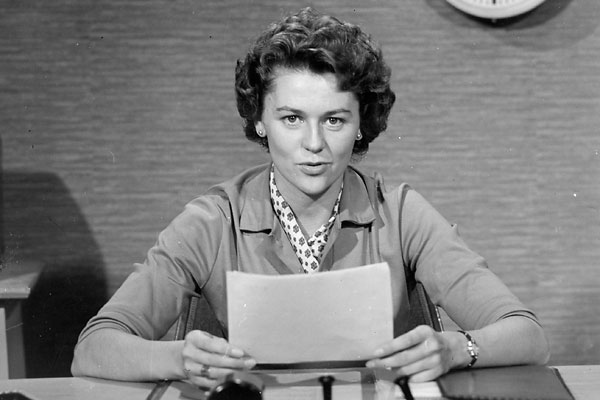
Ган Хаглунд

- Перша жінка-студентка університету: Бетті Петтерссон, 1872 рік;
- Перша жінка, яка отримала науковий ступінь: Хільдегарда Бьорк[en], 1873 р.;
- Перша жінка-докторка філософії: Елен Фріз[en], 1883 р.;
- Перший жіночий лікар: Кароліна Відерстрьом, 1884 р.;
- Перша жінка-професорка: Софія Ковалевська, 1889 р.;
- Перша жінка-член Ради з питань освіти[en]: Лілі Енгштрьом[en], 1890 р.;
- Перша жінка-доктор права і доцентка: Ельза Ешельсон[en], 1897 р..

### Політикині

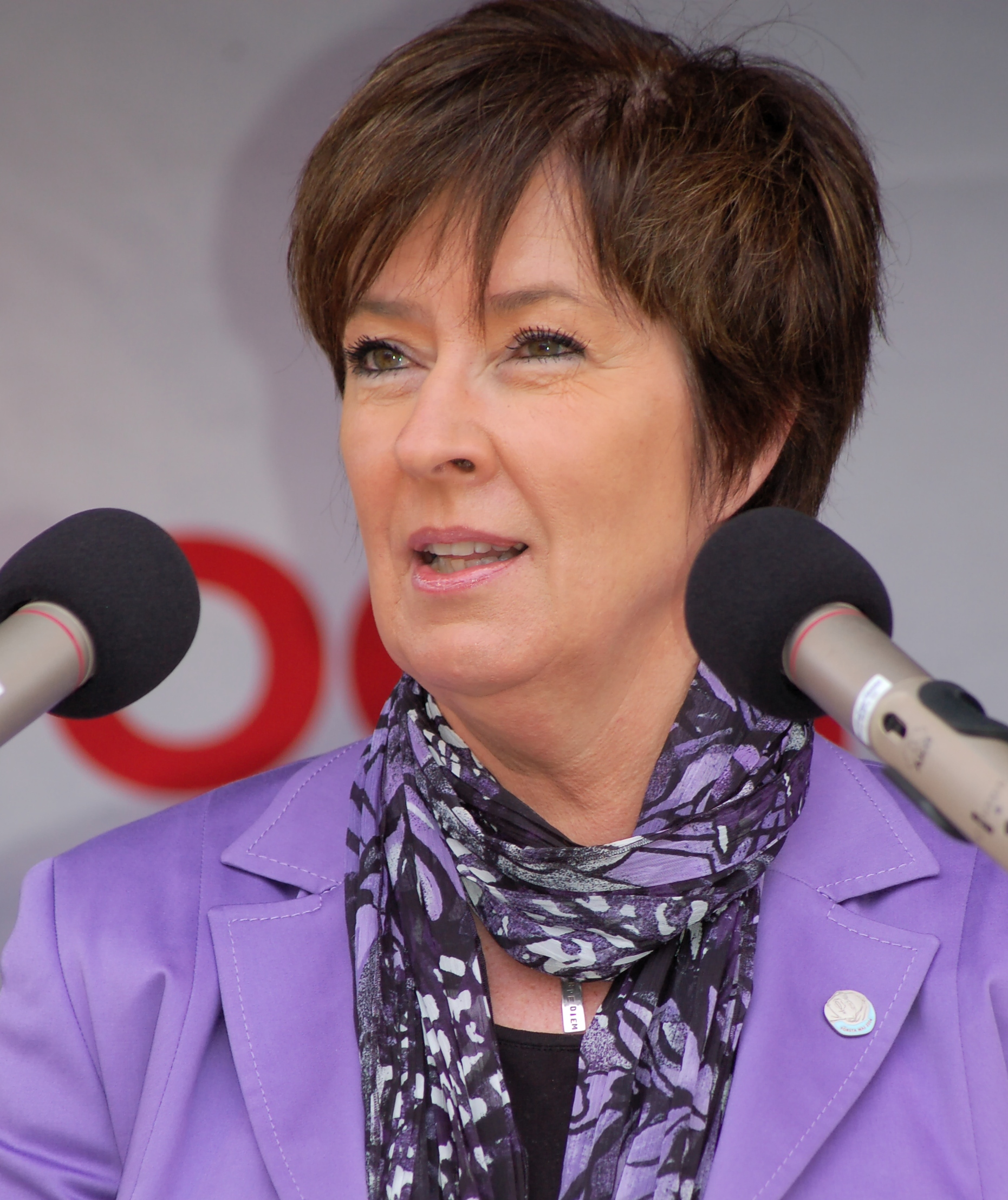
Мона Салін

- Перша жінка-губернаторка (харадсхьовдін[sv]) — Сігрід Стура[en], 1577 р.;
- Перша жінка-амбасадорка (до Московського царства): Катаріна Стопя, 1632 р.;
- Перша жінка-член урядової комісії: Софі Адлерспаре і Хільда Каселі[en], 1885 р.;
- Перша жінка-член Виконавчого комітету політичної партії — Ката Дальстрем, 1900 р.;
- Перша жінка-очільниця профспілки — Ганна Стеркі[en], 1902 р.;
- Перша жінка-член міської ради — 37 жінок, серед них Гертруда Менсон[en] та Ганна Ліндберг[en], 1910 р.;
- Перша жінка-член законодавчої асамблеї — Емілія Бруме[en], 1914 р.;
- Перша жінка-член Риксдагу (нижня палата) — Елізабет Там, Агда Остлунд, Нелі Тюрінг, Берта Велін — 1921 р.;
- Перша жінка-член Риксдагу (верхня палата) — Керстін Хессельгрен, 1921 р.;
- Перша жінка-міністр кабінету: Карін Кок-Ліндберг[en], 1947 р.;
- Перша жінка-в.о. Прем'єр-міністра — Улла Линдстрьом, 1958 р.;
- Перша жінка-суддя Верховного суду — Інгрід Гард Відемар, 1968 р.;
- Перша жінка-лідерка партії Риксдагу: Карін Сьодер, 1985 р.;
- Перша жінка-спікерка Риксдагу — Інгегерд Труедсон[en], 1991 р.;
- Перша жінка-віце[sv]-прем'єр-міністр — Мона Салін, 1994 р.;
- Перша жінка-міська голова м. Стокгольма — Анніка Більстрем, 2002 р..

### Фахівчині

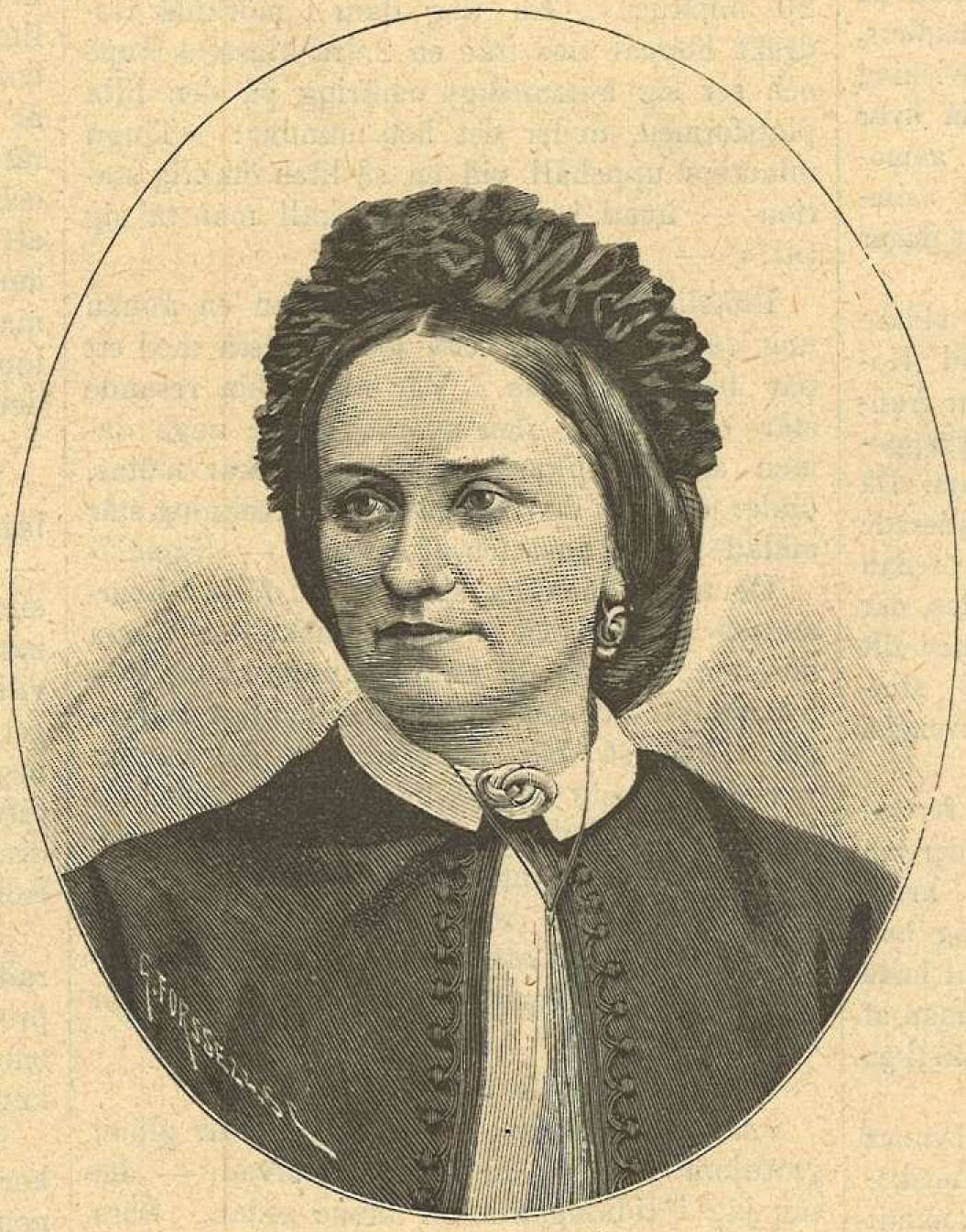
Ненсі Едберг

- Перша жінка-директорка шведського поштового відділення: Джес Вешел[en], 1637 р.;
- Перша жінка-війт: Карін Томасдоттер[en] (1610—1697 рр.);
- Перша професійна акторка: Беата Сабіна Страс[en], 1737 р.;
- Перша жінка-фізкультурна гімнастка: Густава Ліндског[en], 1818 р.;
- Перша професійна фотографиня: Брита Софія Гесселі, 1845 р.;
- Перша професійна плавчиня: Ненсі Едберг[en], 1847 р.;
- Перша жінка-стоматолог: Амалія Асур, 1852 р.;
- Перша хірургиня (фельдшерка): Йогана Хедень[en], 1863 р.;
- Перша офісна працівниця: Пегі Хард[en], 1860-ті р.;
- Перша телеграфістка і менеджерка телеграфної станції: Ганна Лагерберг, 1864 р.[26];
- Перша медсестра: Еммі Рапе, 1867 р.;
- Перша жінка-хімік (з ученим ступенем): Луїза Хамарштрьом[en], 1875 р.;
- Перша жінка-психіатр: Альфхілд Там[en], 1908 р.;
- Перша кінопродюсерка: Ганна Гофман-Удгрен[en], 1911 р.;
- Перша архітекторка (зі ступенем вченості): Ганна Бранзел[en], 1919 р.;
- Перша льотчиця: Ельза Андерсон[en], 1920 р.;
- Перша жінка-суддя: Дагні Олсон, 1931 р.[27];
- Перша телевізійна читачка новин: Ган Хаглунд, 1958 р.;
- Перша пасторка у шведській державній церкві: Елізабет Дюрле, Маргіт Салін, Інгрід Персон, 1960 р.[28];
- Перша жінка-Шеф констебль: Карін Вармефьорд, 1981 р.[29];
- Перша президент апеляційного суду Свеаланду[sv]: Біргіта Блом, 1983 р..

## Хронологія виборення прав жінок у Швеції
1718

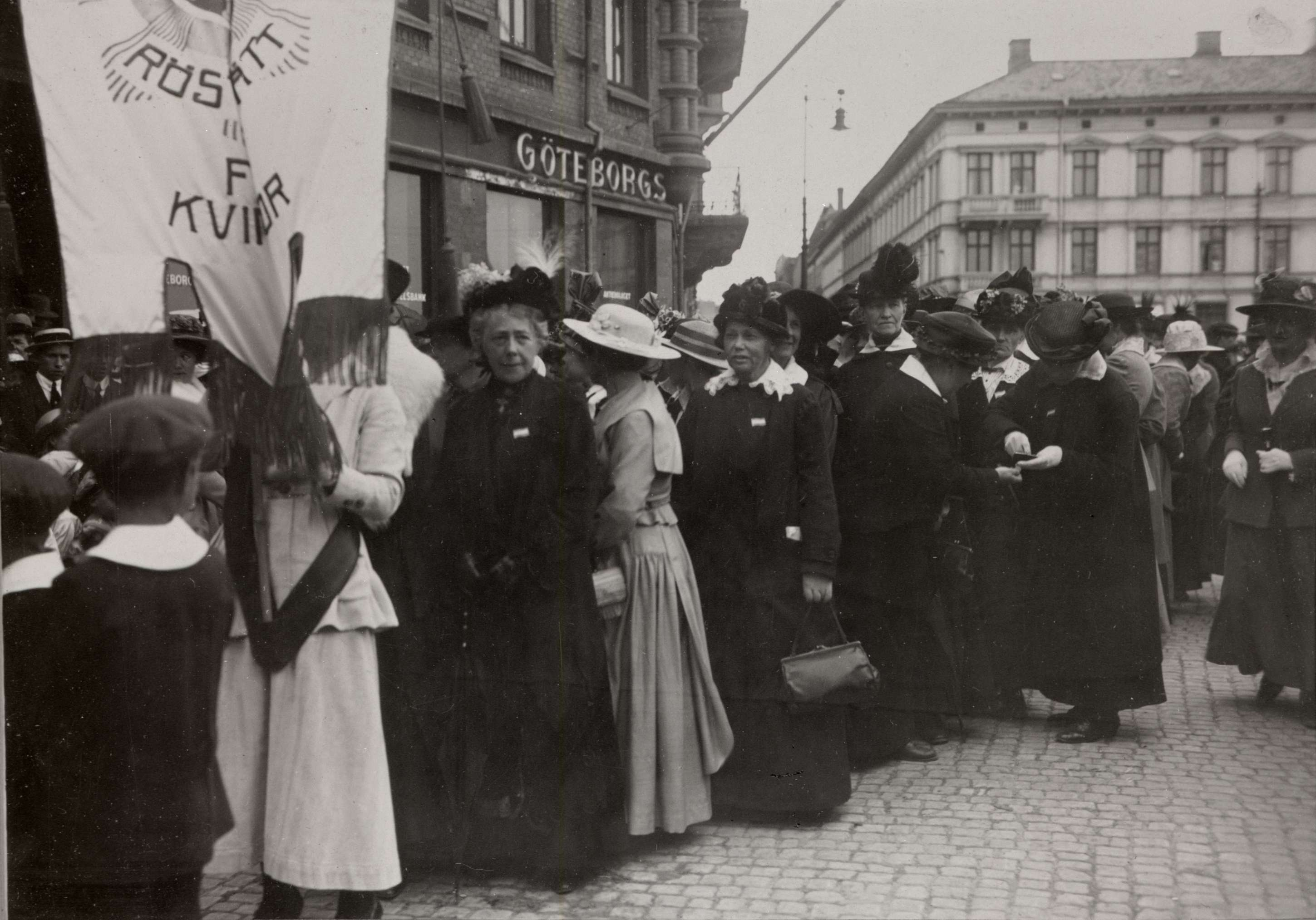
Жіноча демонстрація виборчих прав в Гетеборзі, червень 1918 р.

- Жінкам, що сплачують податки, гільдії міст дозволяють голосувати і виступати на виборах у Добу волі; це право відібрано (для місцевих виборів) у 1758 р. та (на загальні вибори) у 1771 р.[30]

1734
- У Цивільному кодексі 1734 р. чоловікам заборонено продавати майно своєї дружини без її згоди, і обидва з подружжя, незалежно від статі, забезпечують право на розлучення, а невинна сторона утримує дітей[10].

Неодружена жінка, яка зазвичай перебуває під опікою свого найближчого чоловічого родича, отримує право на декларування правової більшості шляхом розпорядження монарха .
1741
- Виникла вимога членства в гільдії для приватних осіб, що фактично відкриває професію жінкам[11] .

1749
- Жінкам надано право займатися торгівлею жіночими костюмами[32], і дозвіл на активну торгівлю в Стокгольмі, поширення професії для бідних жінок, повинне виступати в першу чергу на користь жінок, які потребують допомоги[12].

1772
- Дозвіл на торгівлю тютюновими виробами насамперед має надаватися жінкам (вдовицям і одруженим), які потребують підтримки[32].

1778
- Закон про дітонародження; неодруженим жінкам дозволяється покинути рідне місто, щоб народити і зареєструвати народження анонімно, утриматися від відповіді на будь-які питання про роди і, якщо вона вирішить зберегти дитину, не зазначати в офіційних документах статус неодруженої, уникати соціального приниження.

1798
- Одружені ділові жінки отримують юридичну перевагу та юридичну відповідальність у справах свого підприємства, незважаючи на те, що підлягають опіці з боку своїх чоловіків[11].

1804
- Жінкам дається дозвіл на виробництво та продаж свічок[32].

1810
- Право неодруженої жінки бути визнаною законною більшістю за допомогою королівського розпорядження офіційно підтвердженого парламентом[33].
- Одружені ділові жінки отримують право приймати рішення щодо власних справ без згоди їхнього чоловіка[34]

1829
- Акушеркам дозволяється використовувати хірургічні інструменти, унікальні в той час у Європі, отримувати хірургічний статус[35]

1842
- Обов'язкова початкова школа для обох статей[36]

1845
- Рівне спадкування для синів і дочок (за відсутності заповіту)[23]

1846
- Професії з торгівлі та ремесел відкриті для всіх неодружених жінок[37]

1853
- Професія вчителя в державних первинних та початкових школах відкрита для обох статей[18]

1858
- Юридична більшість для неодружених жінок (якщо заявлено на автоматичну правову більшість у 1863 р.)[23]

1859
- Посада викладачки коледжу та нижня посадова особа в державних установах відкрита для жінок[38]

1861
- Відкрито перший державний інститут вищої освіти жінок Королівська удосконалена жіноча семінарія викладачів[en].
- Професія стоматолога відкрита жінкам[19]

1863
- Поштові і телеграфні професії відкриті для жінок[39]

1864
- Неодружені жінки отримують ті самі права в торгівлі, що й чоловіки[34]
- Чоловікам заборонено зловживати своїми дружинами[40]
- Професія з гімнастики відкрита для жінок[39]

1869
- Жінкам дозволено працювати на залізничному вокзалі[39]

1870
- Університети відкриті для жінок (на тих же умовах, як у чоловіків 1873 р.)[23]. Перша студентка — Бетті Петерссон.

1872
- Жінкам надається необмежене право вибирати шлюбного партнера без необхідності будь-якого дозволу від їх родини, і тому заборонені шлюби (жінки дворянства, однак, не отримують такого ж права до 1882 р.)[41]

1874
- Одружені жінки отримали контроль над власним доходом[23].

1889
- Жінки мають право на посади державних органів, такі як дошки державних шкіл, дошки державних медичних закладів, інспектори, бідні поради та подібні посади[23]

1900
- Відпустка по вагітності для жінок-працівників виробництва[37]

1901
- Жінкам дають чотири тижні декретної відпустки[40]

1902
- Медичні установи відкриті для жінок[42]

1906
- Муніципальне виборче право, починаючи з 1862 р., надане неодруженим жінкам, що надається і одруженим жінкам[43]

1908
- Перші жінки працюють у шведській поліції[44]

1909
- Жінкам надали право бути у муніципальних радах[45]
- Фраза «шведський чоловік» видаляється з заявки на державні посади, і жінки тим самим затверджуються як заявниці на більшість державних професій та посад державних службовців[42]

1920
- Правова більшість для подружніх жінок та рівні права на шлюб[23]

1923
- Закон, що офіційно надає жінкам право на всі професії та посади в суспільстві, крім певних священичих і військових посад[24].

1938
- Легалізація контрацепції[40]

1939
- Заборонено звільняти жінку з роботи у випадку її одруження або народження дитини[40].

1947
- Рівна зарплата для обох статей[40].

1948
- Оплата материнської праці[40].

1958
- Жінкам дозволено стати священицями[23].

1980
- Швеція підписала Конвенцію про ліквідацію всіх форм дискримінації щодо жінок у 1980 році і ратифікувала її після 1980 року[46].